# أدوبي أكروبات
أدوب أكروبات (بالإنجليزية: Adobe Acrobat) هي عائلة برمجيات من شركة أدوبي سيستمز التي تستخدم في قراءة الملفات من صيغة المستندات المحمولة (بي دي إف). تختلف البرامج المنتمية لهذه العائلة بين المجانية والتجارية. برنامج أدوب ريدر (يطلق عليه أحيانًا أدوب أكروبات) متاح على موقع شركة أدوب للتحميل المجاني ويمكن للبرنامج عرض وطباعة الملفات بصيغة (بي دي إف). بدأ البرنامج في التسعينيات الميلادية عن طريق عدد من المستخدمين.
يحتوى ملف البي دي إف على كتابة بدعم لكل اللغات وصور، ووصلات انترنيت للقراءة بالأساس لكن يمكن نسخ هذه المحتويات عند الحاجة لها إذا سمح منشئ الملف بذلك كما يوجد برامج جاهزة تقوم بتحويل الملف إلى ملف مايكروسوفت وورد للتعامل بسهولة أكثر.

## إصدارات أكروبات

### الإصدار 1.0
في 15 يونيو عام 1993 أصدر أكروبات 1.0 لأجهزة الماكنتوش، ثم لاحقآ صدرت نسخ تعمل على نظام دوس DOS وويندوز 3.1 Windows ، لم يكن متوفرآ كنسخة منفردة أو مجانية، بيع مع أكروبات ريدر بسعر 50 دولار لكل مستخدم، بعد مدة اشترت دائرة الإيرادات الداخلية للولايات المتحدة الحق في توزيع برنامج ريدر 1.0 ، مما جعل الذين يحصلون عليه بهذه الطريقة يعتقدون بأنه برنامج مجاني .
أدوب أكروبات 1.0 تضمن:
- دعم ملفات PDF الإصدار 1.0 .
- أكروبات إكستشانج 1.0 Acrobat Exchange " متضمن تعريف الطابعة PDFWriter والتطبيق "
- أكروبات ديزتلر 1.0 ، وهو تطبيق ينشيء ملفات PDF من مصدر نصي

### الإصدار 2.0
أصدر أكروبات 2.0 في سبتمبر عام 1994 لأنظمة التشغيل ويندوز وماكنتوش، وتضمن :
- دعم ملفات PDF الإصدار 1.1
- أكروبات إكستشانج 2.0 Acrobat Exchange
- أكروبات كتالوج Acrobat Catalog ، وهو يقوم بإنشاء فهارس بحث لملفات PDF

أصدر أدوب اكروبات بروفيشنال 2.0 Acrobat Professional الذي تضمن أكروبات إكستشانج مع تطبيق ديزتلر .
أصدرت أدوب أول أدوت تطوير برمجية Plug-ins SDK تسمح للمطورين بإنشاء مكونات لتطبيق أكروبات إكستشانج

## وصلات خارجية
- الموقع الرسمي